# Vitória do Xingu
Vitória do Xingu is een gemeente in de Braziliaanse deelstaat Pará. De gemeente telt 14.407 inwoners (schatting 2015).

## Aangrenzende gemeenten
De gemeente grenst aan Altamira, Anapu, Brasil Novo, Porto de Moz en Senador José Porfírio.